# Svjetska liga u vaterpolu 2006.
Svjetska liga u vaterpolu 2006. peto je izdanje ovog natjecanja. Završni turnir se igrao u Ateni u Grčkoj od 2. do 6. kolovoza. U kvalifikacijskoj rundi ispali su Japan, Rusija i Italija; u poluzavršnoj Kina, Kanada, Brazil, Hrvatska, Njemačka i Rumunjska. SCG je u svom posljednjem nastupu obranila naslov.

## Završni turnir

### Doigravanje 3. – 6.
| 1. momčad  | Ishod             | 2. momčad |
| ---------- | ----------------- | --------- |
| Australija | 10:10, 4:3 (pet.) | SAD       |
| Grčka      | 14:7              | Francuska |

### 5./6.
| 1. momčad | Ishod | 2. momčad |
| --------- | ----- | --------- |
| SAD       | 11:4  | Francuska |

### 3./4.
| 1. momčad | Ishod | 2. momčad  |
| --------- | ----- | ---------- |
| Grčka     | 11:10 | Australija |

### 1./2.
| 1. momčad          | Ishod | 2. momčad  |
| ------------------ | ----- | ---------- |
| Srbija i Crna Gora | 6:4   | Španjolska |

| Pobjednici                      |
| ------------------------------- |
| Srbija i Crna Gora Drugi naslov |